# 培西达替尼
培西达替尼（INN，商品名：Turalio）是一种激酶抑制剂药物，用于治疗患有与严重发病率或功能限制相关且无法通过手术改善的症状性腱鞘巨细胞瘤的成人。培西达替尼可阻断集落刺激因子1受体的活性。
常见的副作用是乳酸脱氢酶升高、天冬氨酸氨基转移酶升高、头发颜色丧失、丙氨酸氨基转移酶升高和胆固醇升高。其他副作用包括中性粒细胞减少、碱性磷酸酶增加、淋巴细胞减少、眼水肿、血红蛋白减少、皮疹、味觉障碍和磷酸盐减少。美国对培西达替尼的处方信息包括关于严重和潜在致命肝损伤风险的黑框警告。
2019年8月获美国FDA批准用于治疗腱鞘巨细胞瘤。培西达替尼仅通过Turalio风险评估和缓解战略计划在美国上市。美国食品和药物管理局认为它是"first-in-class"药物。

## 历史
培西达替尼的批准是基于一项对 120 名受试者进行的多中心国际临床试验的结果，其中59人接受了安慰剂。主要疗效终点是治疗25周后分析的总体反应率。临床试验表明，与接受安慰剂的受试者相比，接受培西达替尼的受试者的ORR显着改善，ORR为38%，完全缓解率为15%，部分缓解率为23%。
美国食品药品监督管理局批准了培西达替尼突破性治疗认定、孤儿药认定和优先审评的申请。FDA将Turalio的批准授予第一三共制药公司。

## 延伸阅读
- . . Bethesda (MD): National Institute of Diabetes and Digestive and Kidney Diseases. 2012. PMID 31869194. （原始内容存档于2022-01-20）.
- Lamb, Yvette N. . Drugs. 2019-11, 79 (16). ISSN 1179-1950. PMC 7044138 . PMID 31602563. doi:10.1007/s40265-019-01210-0. （原始内容存档于2021-11-11）.
- Roskoski, Robert. . Pharmacological Research. 2020-02, 152. ISSN 1096-1186. PMID 31862477. doi:10.1016/j.phrs.2019.104609. （原始内容存档于2022-05-26）.